# Horská chata Ondráš
Horská chata Ondráš se nachází na horské louce ve vzdálenosti 400 m jihovýchodně od vrcholu Goduly na území obce Komorní Lhotky v okrese Frýdek-Místek Moravskoslezského kraje Česka. Chata má kapacitu 85 lůžek ve dvou-, tří- a čtyřlůžkových pokojích. Je možné zde hrát kulečník a stolní tenis.

## Přístup
Chata je přístupná po celý rok o víkendech a v létě denně:
- po  žluté turistické značce z Komorní Lhotky, souběžně s asfaltovou silnicí a cyklotrasou 6083, možno i autem celoročně.
- po cyklotrase 6083 od chaty Ropička, souběžně s asfaltovou silnicí.
- po  naučné stezce pokladů Godula z Řeky.
- po lesní cestě a  naučné stezce pokladů Godula ze Smilovic.
- po  zelené a  žluté turistické značce z Morávky kolem chaty Ropička.
- po  zelené a  žluté turistické značce z Komorní Lhotky, části Hůra.